# Dirty Blonde: The Diaries of Courtney Love
Dirty Blonde: The Diaries of Courtney Love es una memoria de la cantautora de rock y actriz Courtney Love. El libro, publicado por Faber & Faber y lanzado en octubre de 2006, contiene páginas de diario, cartas, poesía, letras de canciones en manuscrita, ilustraciones, collages, documentos de la escuela y de la institución correccional a la que concurrió, volantes, fotografías y notas.
Algunos aspectos destacados incluyen una carta de suicidio y de disculpa dirigida al difunto esposo Kurt Cobain y a su hija Frances Bean escrito en papel membretado del Hotel de Sunset Marquis en Los Ángeles, diciendo: «Los amo. Perdónenme, por favor... Ustedes son demasiado hermosos para mí. Los amo para siempre»; una nota amarga, al darse cuenta de que ella es «una figura pública infeliz con mi parte del sueño americano. Sólo hay una razón. Estoy drogada y tengo la moral y la mentalidad de un personaje de dibujos animados. Después de todo, ¿¿que es lo quería??» y una carta de rechazo de 1976 del nuevo Mickey Mouse Club con el seudónimo de Coco Rodríguez, un nombre que adoptó mientras vivía con su padrastro Frank Rodriguez. El programa de televisión estaba buscando «jóvenes que tengan un talento de canto, baile o habilidad musical excepcional, con un marcado grado de experiencia en el espectáculo», y, como premio de consolación por no calificar, le enviaron una imagen de Mickey Mouse.
También hay un informe de 1979 de la escuela Hillcrest que documenta a Love como gritando y maldiciendo por insectos («Se rehusó a ser razonable, [...] Ella se volvió más fuerte y más insistente») textos sobre el suicidio de su difunto esposo, como una página del diario de 17 de abril de 1994 («Hace exactamente un mes de hoy fue la última vez que hice el amor con mi marido. Le cociné la cena. Pasamos cuatro horas en la sala de juegos con Frances. Vimos 'La lista de Schindler'. Nos aterró y nos hizo ver el valor de la vida. Nuestras convicciones se definieron hasta las 4 de la mañana y nos quedamos dormidos en los brazos del otro y así nos despertamos en la mañana»), además de una nota admitiendo que «[La sobredosis de Kurt de 1994 de alcohol y Rohypnol] en Roma fue un gran encubrimiento», lo que indicaba que en realidad era un intento de suicidio.
El material contiene un intercambio de correos electrónicos con Lindsay Lohan sobre la cobertura de prensa negativa, comentarios sobre el engaño de JT LeRoy (ella intercambió correos electrónicos con «él» durante años), letras de canciones que se publicaron en su próximo álbum, Nobody's Daughter y fotos de las sesiones de grabación. En una entrevista de prelanzamiento, Love declaró que, en el libro, ella «limpia el lodo y los trapos de 2000-01-02-03-04 y 05. Cinco años de infierno. Todo funciona en ciclos de siete años. Bueno, ahora definitivamente estoy fuera de mi oscuridad». La memoria contiene un prólogo de Carrie Fisher y epílogos de Manifesta de Jennifer Baumgardner y Amy Richards.